# Rothwell (West Yorkshire)
Rothwell – miasto w Anglii, w hrabstwie ceremonialnym West Yorkshire, w dystrykcie metropolitalnym Leeds. Leży 8 km na południowy wschód od miasta Leeds i 266 km na północ od Londynu. Miasto liczy 21 010 mieszkańców.